# Наушки
Наушки (рос. Наушки) — селище міського типу Кяхтинського району, Бурятії Росії. Входить до складу Наушкінського міського поселення.
Населення — 3028 осіб (2015 рік).